# Waraji

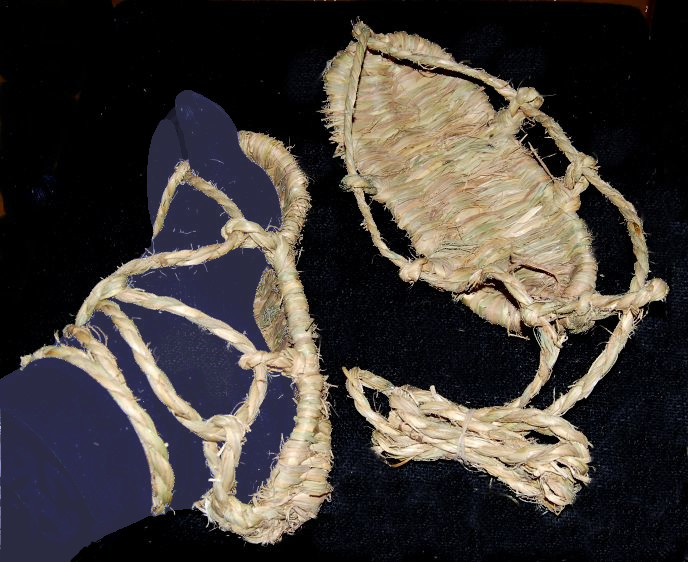
Waraji

I waraji (草鞋?) sono dei sandali tradizionali giapponesi fatti di corda di paglia che in passato erano la calzatura standard per le persone comuni in Giappone. Oggigiorno, i waraji vengono portati quasi soltanto dai monaci buddhisti. Vengono indossati anche con degli appositi calzini chiamati tabi.
Tradizionalmente vengono indossati facendo sì che il piede vada oltre il bordo anteriore della scarpa, così da far sporgere le dita per tre-quattro centimetri.
I waraji vengono prodotti con molti materiali diversi, come ad esempio la canapa, steli di myōga (una varietà di zenzero), fibre di palma, cotone, paglia di riso ed altro. È importante che i materiali scelti siano difficilmente deteriorabili nel tempo. 
Esistono vari modi di legare le corde che vanno a fermare il piede alla suola, come le tecniche nakachi-nuki, yotsu-chigake e takano-gake. Un monaco buddhista e un contadino ad esempio le allacciano in modi differenti.